# جيم فوستر (عسكري)
جيم فوستر (بالإنجليزية: Jim Foster)‏ هو عسكري أمريكي، ولد في 19 نوفمبر 1934، وتوفي في 31 أكتوبر 1990 في سان فرانسيسكو في الولايات المتحدة.